# Deux Rivières
Deux Rivières é uma comuna francesa na região administrativa da Borgonha-Franco-Condado, no departamento de Yonne. Estende-se por uma área de 31.81 km². Em 2010 a comuna tinha 1 292 habitantes (densidade: 40,6 hab./km²).
Foi criada em 1 de janeiro de 2017, a partir da fusão das antigas comunas de Cravant (sede da comuna) e Accolay.